# 朝霞市立朝霞第二中学校
朝霞市立朝霞第二中学校（あさかしりつ あさかだいにちゅうがっこう）は、埼玉県朝霞市中部に位置する公立中学校。通称は「朝霞二中」。
東洋大学朝霞キャンパスのすぐ近くにある。東武東上線朝霞台駅、JR武蔵野線北朝霞駅から徒歩約15分、朝霞市内循環バス「わくわく号」、博物館前下車徒歩約2分。

## 沿革
- 1966年 - 朝霞町立朝霞第二中学校として創立

　　　　　　初代校長　船岡　通治　先生
- 1966年 - 校章が決まる
- 1966年 - 現在地に移転
- 1967年 - 市制に伴い朝霞市立朝霞第二中学校となる
- 1969年 - 校歌制定　作詞　神保光太郎　作曲　村田英夫
- 1970年 - 体育館竣工
- 1975年 - 新館落成
- 1975年 - テニスコート買収
- 1979年 - 朝霞第五中学校と分離
- 1979年 - <自治、友愛、真実>の校訓を定める。
- 1982年 - プール、更衣室新築
- 1992年 - 新体育館、武道場(双武館)完成
- 1997年 - さわやか相談室設置
- 2003年 - 日本新聞教育文化財団より「NIE」実践校認定を受ける
- 2003年 - 学校新聞の「双葉」が三年連続の県知事賞受賞
- 2004年 - 「双葉」が文部科学大臣奨励賞受賞
- 2004年 - 「双葉」が四年連続の県知事賞受賞
- 2005年 - 「双葉」が二年連続の文部科学大臣奨励賞受賞(全国二位)
- 2006年 - 普通教室に扇風機設置
- 2010年 - トイレをすべて取り換え

## 施設設備

### 特別教室
- 第一音楽室
- 第二音楽室
- 第一理科室
- 第二理科室
- 第一美術室
- 第二美術室
- 第一技術室
- 第二技術室
- パソコン室
- 調理室
- 被服室
- 図書室

## 学校生活

### 行事
- 体育祭
- 合唱コンクール
- 持久走（全学年）
- フィールドワーク（1年生）
- スキー林間（2年生）
- 修学旅行（3年生）
- 職業体験（1年生）

### 栽培活動
朝霞二中の栽培活動はとても活発で、二中にあるプランターの数は千個ともいわれている。また、生徒たち全員が、総合の時間を使ってマリーゴールドの種まきや、パンジーの定植を行っている。秋には、学年ごとに近くの城山公園に行って落ち葉拾いをして、校内で腐葉土を作っている。また、2005年から夏場にゴーヤを育てている。日本一の花壇である。

### 部活動

#### 運動部
- 野球部
- サッカー部
- 女子硬式テニス部
- 女子ソフトボール部
- バスケットボール部（男・女）
- バレーボール部
- 卓球部（男・女）
- 柔道部
- 陸上競技部
- 剣道部（男・女）

#### 文化部
- 吹奏楽部
- 美術部
- 家庭部
- パソコン部

### 委員会
- 新聞委員会
- 学年委員会
- 栽培委員会
- 風紀委員会
- 体育委員会
- 美化委員会
- 保健委員会
- 図書委員会
- 給食委員会
- （選挙管理委員会）
- （合唱コンクール実行委員会）

## 学区
北は朝志ヶ丘から南は田島までと広範囲に及ぶ。
市内の朝霞第二小、朝霞第七小からの生徒が半分以上を占める。
- 朝霞市
  - 朝志ヶ丘一丁目 - 四丁目
  - 北原一丁目、二丁目
  - 西原一丁目、二丁目
  - 浜崎一丁目 - 三丁目、四丁目1番～11番、13番・14番
  - 大字浜崎1番地～213番地、219番地～280番地、651番地～683番地
  - 大字溝沼1237番地～1353番地、1422番地
  - 岡一丁目 - 三丁目
  - 大字岡全域
  - 根岸台一丁目7番～11番、二丁目、三丁目
  - 大字根岸全域（620番地～715番地を除く）
  - 大字台全域（334番地～359番地を除く）
  - 田島一丁目、二丁目
  - 大字田島全域（101番地・228番地を除く）
  - 大字下内間木113番地～121番地

## 出身著名人
- 中里篤史（プロ野球選手）
- 中村晃（プロ野球選手）
- 髙島祥平（プロ野球選手）
- 中澤聡太（サッカー選手）
- 栃不動周二（大相撲力士）
- 古谷恵菜（女子プロ野球選手）
- 村松知輝（サッカー選手）